# Lac Hartwell

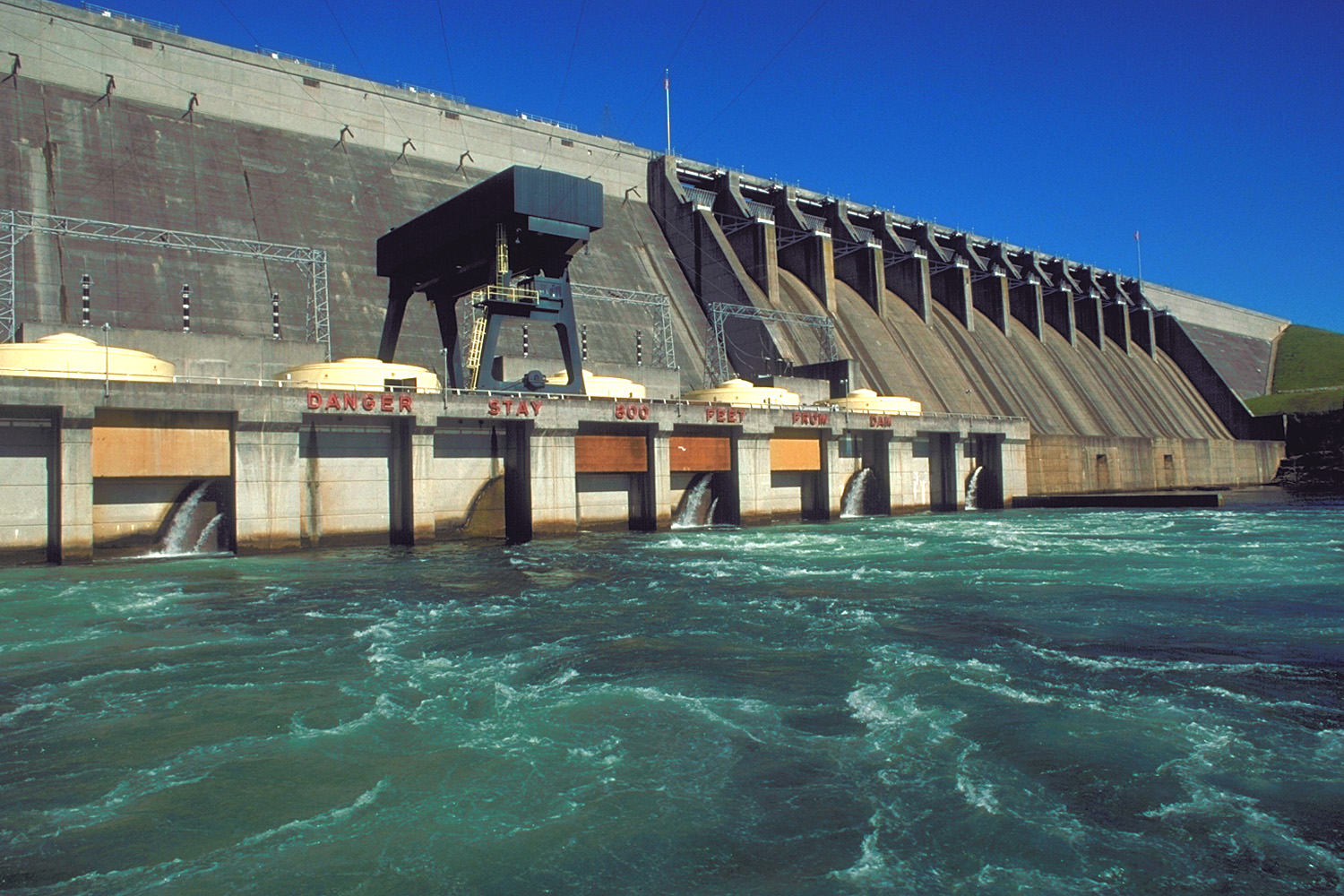
barrage Hartwell

Le lac Hartwell est un lac réservoir épousant la frontière entre la Géorgie et la Caroline du Sud et formé par le barrage d'Hartwell construit entre 1955 et 1962 sur la Savannah, et ses affluents le Tugaloo et la Seneca. Le lac Hartwell est l'un des lacs de loisirs les plus grands et les plus populaires du sud-est des États-Unis. 

## Le barrage
Le barrage est situé sur la rivière Savannah à 11 km en aval du point de confluence des rivières Tugaloo et Seneca. S'étendant sur 79 km jusqu'à Tugaloo et 45 km jusqu'à Seneca, le lac comprend près de 230 km2 de volume d'eau et développe 1 548 km de rivage. Le projet global porte sur une superficie en terre et eaux de 309 km2 dont 226 km2 pour la surface du lac. La production annuelle de la centrale hydroélectrique est de 468 millions de kWh.

## Origine du nom
Le lac Hartwell porte le nom d'une figure de la guerre d'indépendance américaine, Nancy Hart. Nancy Hart a vécu à la frontière de la Géorgie, et c'est son dévouement à la liberté qui a contribué à rendre son nom célèbre dans l'arrière-pays de la Géorgie. Un comté, une ville, un lac, un parc d'État et une autoroute, entre autres, portent son nom.

## Loisirs
Il y a cinq ports de plaisance le long du lac : Clemson, Big Water, Harbour Light, Hartwell et Portman Marina.

## Source
- (en) Cet article est partiellement ou en totalité issu de l’article de Wikipédia en anglais intitulé « Lake Hartwell » (voir la liste des auteurs).